# Публий Лициний Панза
Публий Лициний Панза (на латински: Publius Licinius Pansa) е политик и сенатор на Римската империя през 2 век.
Произлиза от фамилията Лицинии. През 134 г. Лициний Панза e суфектконсул заедно с Луций Атий Макрон.